# Gare de Pauillac
Gare de Pauillac vasútállomás Franciaországban, Pauillac településen.

## Vasútvonalak
Az állomást az alábbi vasútvonalak érintik:
- Bordeaux-St-Louis–Pointe de Grave-vasútvonal

## Kapcsolódó állomások
A vasútállomáshoz az alábbi állomások vannak a legközelebb:
- Gare de Moulis - Listrac
- Gare de Lesparre